# شور گوده
 رودخانه شور گوده  در وسط دره کوههای شمالی و جنوبی گوده از توابع بخش مرکزی شهرستان بستک در غرب استان هرمزگان واقع شده ویکی از نقاط دیدنی استان هرمزگان در جنوب است.
رودخانه از سمت مغرب رو به مشرق جاری است که در نزدیک بندر خمیر به خلیج فارس می‌ریزد.
آب این رودخانه هم که زاینده‌است در فصول عادی شور است.

## دهات گوده
دهات گوده در دوطرف این رودخانه و دامنه کوهها واقع هستند در مسیر این رودخانه که بعضی نقاط باتلاقی است درختان گز فراوان دیده می‌شود.